# Jean Mamy
Jean Mamy, noto anche con lo pseudonimo di Paul Riche (Chambéry, 8 luglio 1902 – Arcueil, 29 marzo 1949), è stato un regista, montatore, scrittore, attore e giornalista francese.

## Biografia
Jean Mamy fu regista e attore teatrale a Dullin dal 1920 al 1931. Curò la regia di molte commedie, tra le quali Knock e Sei personaggi in cerca d'autore. Tra il 1931 e il 1939 fu membro della loggia di Renan del Grande Oriente di Francia.
Nel 1931 diresse il suo primo film, Baleydier, con la sceneggiatura di Jacques Prévert, e con Michel Simon come interprete principale. Nel 1939 diresse il suo penultimo film, Dede di Montmartre.
Disgustato dalla sconfitta del 1940, si dedicò al giornalismo schierandosi su posizioni filo-tedesche. Con lo pseudonimo Paul Riche, attaccò violentemente l'influenza della massoneria e il parlamentarismo scrivendo per L'Appel, giornale collaborazionista diretto da Pierre Constantini, membro del Partito Popolare Francese. Collaborò anche a Au pilori, giornale che accusava l'espansione bancaria ebraica.
Il suo ultimo film, il mediometraggio Forces occultes (1943), è un'opera di propaganda contro la massoneria francese (di cui aveva fatto parte per vari anni e che pertanto conosceva alla perfezione) e la presunta influenza esercitata dalle lobby ebraiche.
Alla fine della guerra venne arrestato per collaborazionismo; condannato a morte dalla Corte di giustizia della Senna con l’accusa di aver collaborato con la Gestapo, Mamy fu giustiziato nel marzo 1949.

## Filmografia

### Regista
- Baleydier (1932)
- Bal d'apaches (1932)
- Le Chemin du bonheur (1933)
- L'Empreinte sanglante (1933)
- Dédé de Montmartre (1939)
- Forze occulte (con lo pseudonimo di Paul Riche) (1943)

### Direttore di produzione
- 1935: Kœnigsmark da Maurice Tourneur, con Pierre Fresnay
- 1939: Dede musica / Dede Montmartre Berthomieu André, con Line Noro

### Montatore
- 1930: Midnight Love Augusto Genina e Marc Allégret, con Pierre Batcheff
- 1930: Il bianco e nero di Robert Florey, con Raimu
- 1931: Love in U. S. Claude Heymann, André Luguet
- 1931: Marc Mam'zelle Nitouche Allégret con JANIE Marèse
- 1931: Il purge bébé de Jean Renoir, con Michel Simon
- 1931: La Petite Cioccolato Marc Allégret con Jacqueline Francel
- 1931: la collana Short Film Marc Allégret, con Madeleine Guitty
- 1931: Il cortometraggio opera indolore da Jean Tarride, con Lucia de Matha
- 1931: le quattro gambe di media lunghezza Marc Allégret, André Pierrel
- 1932: Marc Allégret Fanny, con Orane Demaze
- 1932: solo a medio-lungometraggio di Jean Tarride, Julien Carette
- 1933: L'agonia delle aquile Richebé aquile Roger, Pierre Renoir
- 1934: Minuit, luogo Pigalle Roger Richebé con Raimu
- 1934: Le Voyage de Monsieur Jean Perrichon Tarride con Leon Bélières
- 1935: Mister flusso di Robert Siodmak, con Mila Parély
- 1937: Pranzo domenica Marcel Cohen / Marcel Craven con Gaby Morlay
- 1937: l'abitudine di Roger verde Richebé con Leonce Corne

### Attore
- 1924: cortometraggio Entr'acte René Clair, Man Ray, con
- 1925: Controllo delle armi di Jacques de Baroncelli, con Gaston Modot
- 1927: Maldon / Maldon Olivier Jean Grémillon con Charles Dullin

### Sceneggiatore
- Il bar del sud (Bar du sud), regia di Henri Fescourt - dialoghi (1938)

### Teatro
- 1938: Sud Bar